# Vallée du Chassezac
La Vallée du Chassezac  est la section de la rivière Chassezac, en amont des gorges située sur les communes de Malarce-sur-la-Thines, Gravières, Les Salelles et Chambonas, dans le département de l'Ardèche en France. 

## Description
La Vallée du Chassezac est une vallée cévenole boisée et encaissée comprise au sein du parc naturel régional des Monts d'Ardèche.

## Statut
La Vallée du Chassezac est classée zone naturelle d'intérêt écologique, faunistique et floristique de type I sous le numéro n°07160016 

La vallée fait partie du parc naturel régional des Monts d'Ardèche

## Faune

### Mammifères
Le site est caractérisé par la présence de la loutre. 

### Poissons
Toxostome (Chondrostoma toxostoma)
Barbeau méridional (Barbus meridionalis)

## Flore
Espèces protégées présentes:
- Aspérule bleue Asperula arvensis L.
- Ciste de Pouzolz  Cistus pouzolzii Delile
- Dryoptéris de l'Ardèche Dryopteris ardechensis Fraser-Jenkins
- Gratiole officinale Gratiola officinalis L.
- Millepertuis androsème Hypericum androsaemum L.
- Ophioglosse commun Ophioglossum vulgatum
- Orchis à fleurs lâches Orchis laxiflora Lam.
- Fougère royale Osmunda regalis L.
- Saxifrage de Clusius Saxifraga clusii Gouan
- Spiranthe d'été Spiranthes aestivalis